# Relation masse-rayon
La relation masse-rayon est le lien qui associe de manière caractéristique la masse et le rayon d'un objet du fait de sa composition et sa structure. La connaissance de cette relation permet, lorsqu'un objet est observé et que sa masse et son rayon sont connus, d'avoir une idée de la structure interne et/ou de la composition de cet objet.

## Étoiles

### Étoiles de la séquence principale
De façon générale, les étoiles de la séquence principale suivent une relation du type suivant :
où M et R sont la masse et le rayon de l'étoile considérée et M0 et R0 la masse et le rayon du Soleil.
Cependant, on peut distinguer deux régimes (deux valeurs de ξ) selon la gamme de masses à laquelle appartient l'étoile, la « rupture » se produisant autour de la masse du Soleil :
- pour les étoiles moins massives que le Soleil[1] :

- pour les étoiles plus massives que le Soleil[1] :

Le changement de régime lorsque la masse augmente correspond à l'apparition d'une enveloppe convective dans l'étoile.

### Trous noirs
Pour les trous noirs, la taille dont on parle est en réalité celle de leur horizon des événements.
Il existe quatre types de trous noirs, selon leur charge électrique et leur rotation.

### Trous noirs de Schwarzshild
Les trous noirs de Schwarzschild sont les trous les plus « simples » dans le sens où ils ne possèdent ni charge électrique (Q = 0) ni moment cinétique (J = 0 ; autrement dit pas de rotation axiale). Par définition, le rayon de l'horizon de ces trous noirs est égal à leur rayon de Schwarzschild (autrement dit, leur compacité est strictement égale à 1) :